# 旭橋 (小千谷市)

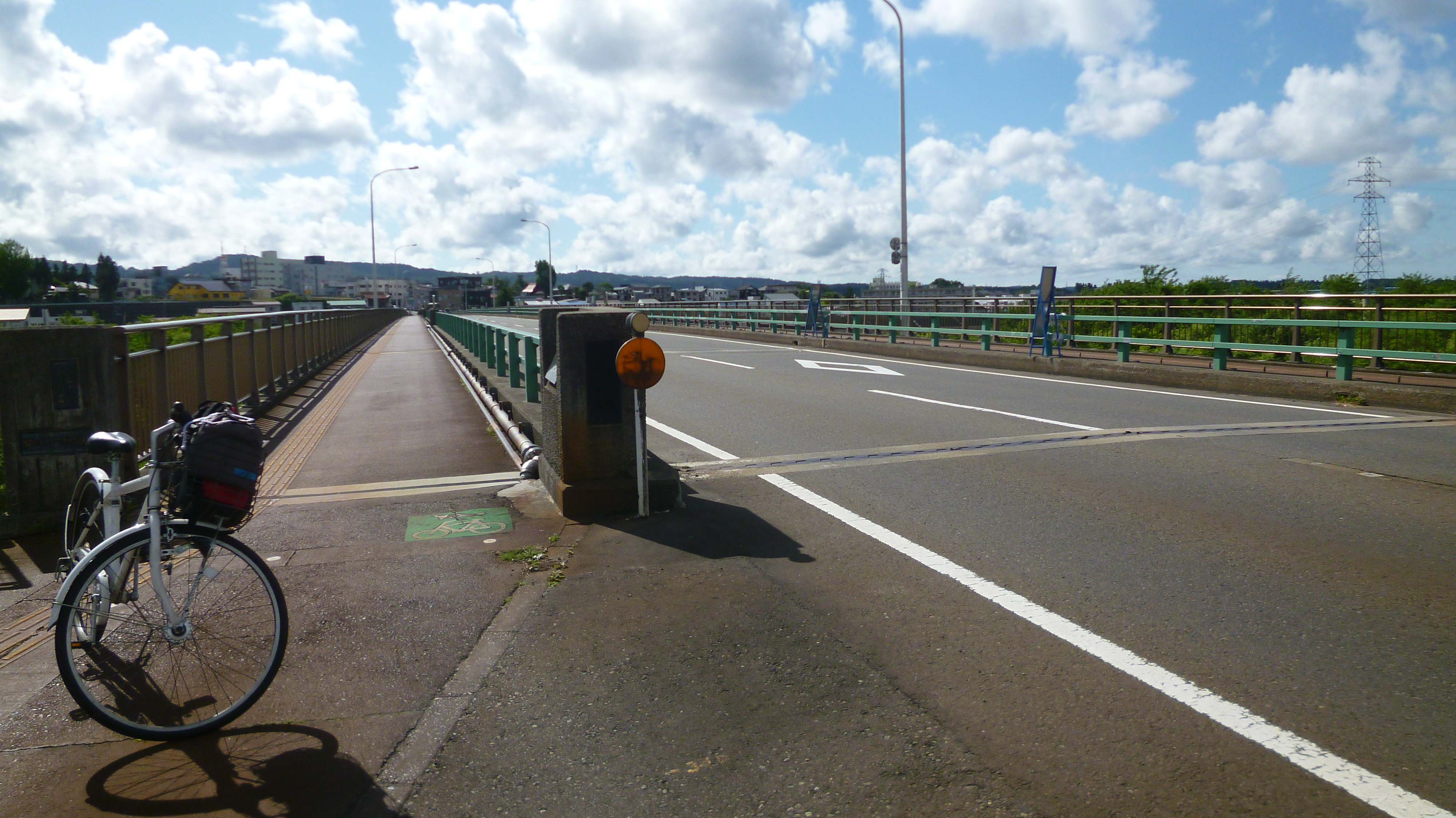
旭橋。右岸より撮影。

旭橋（あさひばし）は、新潟県小千谷市の信濃川に架かる国道291号の橋長350.55 m（メートル）の桁橋。本町商店街や小千谷IC・小千谷市役所などがある同市西小千谷地区と駅前商店街や小千谷駅のある東小千谷地区を結ぶ。

## 概要
小千谷市内の信濃川に架かる橋梁の中ででもっとも古くからあり、長岡 - 小千谷 - 十日町を結ぶ主要な橋であった。
本橋の下部工は、旧下部構造を補強し、低水路部の2橋脚は、ニューマチックケーソン基礎、そのほかは、井筒基礎10基および掘り込み式基礎とした。地形上仮橋の架橋ができず、交通を通したまま下部の補強工事を行い、上部は幅員の半分ずつ工事を行った。新潟県によって発注され、総工費は1億6,839万1千円におよんだ。
- 形式 - 1径間単純鉄筋コンクリートT桁橋+2径間連続鋼箱桁I型桁橋[注釈 1]+11径間ゲルバー鋼鈑桁橋
- 橋長 - 350.550 m
  - 支間割 - 14.100 m + 2×54.675 m + 26.200 m + 9×20.000 m + 20.900 m
- 幅員 - 9.500 m
  - 車道 - 9.500 m
  - 歩道 - 両側に幅2.5 m歩道橋あり
- 着工 - 1955年（昭和30年）
- 竣工 - 1959年（昭和34年）
- 施工 - 横河橋梁製作所[注釈 2]・中元組・山崎組（上部工）大豊建設・山崎組（下部工）
- 架設工法 - 手延べ送出し工法

## 歴史

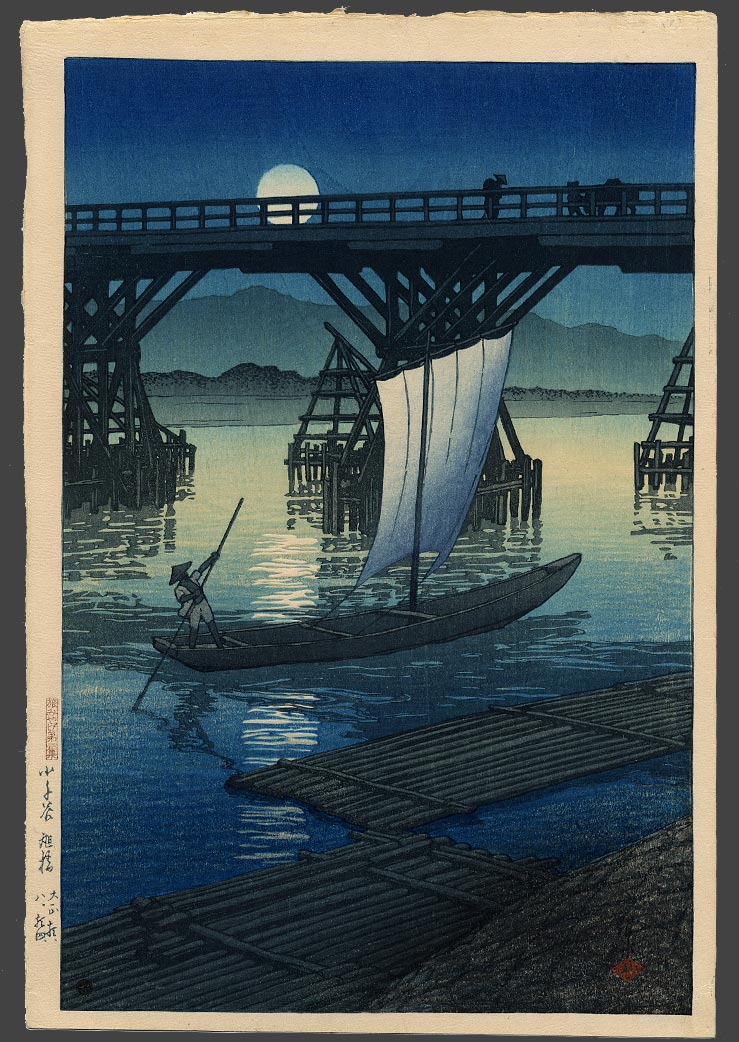
川瀬巴水「小千谷 旭橋」（1921年）

旭橋完成以前は、付近にある中子の渡しという渡し舟が利用されていた。小千谷は上杉謙信の時代から、春日山城から関東へ抜ける街道の要所であった。春日山から関東へは、松之山を経て湯沢で三国街道へ抜ける道もあったが、これは人1人がようやく通れる難所であったため、流通や兵を動員するには柏崎から越路を経て小千谷を経由する必要があった。小千谷に出ると、中子の渡しを渡り、三国街道へ合流した。
明治時代になり、街道整備法が1876年（明治9年）整備され、陸上交通が活発化し、にわかに架橋の機運が高まった。全国を相手に商売を行っていた織物商が1882年（明治15年）4月に建設資金の募集を始め、1884年（明治17年）小千谷町議会も建設を決議したが、建設箇所の選定の難航したうえに、渡しの船頭の強い反対を受け架橋計画は頓挫した。
そこで、1887年（明治20年）5月10日に、縮問屋の西脇国三郎と久保田右作が篠崎五郎知事の許可を受け、私費を投じて長さ353 m・幅6.6 mのスギによる木造方杖橋を着工し、11月17日に完成させ、11月20日の開通時に「旭橋」と名付けた。通行料は1人1銭2厘、牛馬1頭2銭4厘、馬車1台6銭で、小千谷町民は半額であった。旭橋の完成は、全町で歓迎されたが、1896年（明治29年）の洪水（横田切れ）のため、橋の中央部126 mが流失、1897年（明治30年）にも18 mが流失し、個人の管理では維持できなくなったため、県管理となった。通行料は廃され、1898年（明治31年）1月に復旧したものの、以後も4, 5年おきに流失がおこり、修理が水害に追いつかないほど水害に苦しめられた。
以後も、1906年（明治39年）7月に橋長335 mの木橋を架橋するも、1914年（大正3年）8月14日に流失する。
1926年（大正15年）6月8日に橋長353 m、幅員5.5 mの橋に架替が完了し、竣工する。
その後、1930年（昭和5年）8月2日に洪水を受け、16尺8寸（約5.1 m）増水し、橋体が3尺（約0.91 m）下に曲がるなど、橋体が腐朽し交通不能に近くなった。そのため、国道10号線として、新橋を1931年（昭和6年）2月26日に着工、1932年（昭和7年）7月30日に工費5万9,534円を費やして竣工、8月6日に曲弦ワーレントラス橋を用い、一部は永久橋として開通する。この橋は径間30間（約54.5 m）、有効幅員3間（約5.5 m）で、鉄筋コンクリート仕立てのアスファルト舗装した
。しかし、1945年（昭和20年）に洪水のため変形し、応急工事での対応を余儀なくされる。
そのため、幅員狭小および木橋部の腐朽を理由として、架け替え工事を1955年（昭和30年）に着工し、1959年（昭和34年）に竣工、1960年（昭和35年）5月7日に現橋が供用した。
1972年（昭和47年）歩道橋を添加した。
旭橋は大正時代以後には、国道10号線として供されていたが、1953年（昭和28年）5月18日に現道路法に基づき、二級国道の路線を指定する政令によって二級国道117号長野小千谷線として、指定された。その後、国道117号の終点が三仏生交差点に移ると、国道291号に指定変更され、2005年（平成17年）2月2日に上流側に国道351号旭町バイパスの山本山大橋が開通した後、国道351号の指定が解除された。